# 葉由根
葉由根神父（拉丁語：Rev. Fr. Istvan Jaschko, S.J.，1911年8月18日—2009年3月17日），出生於當時為奧匈帝國的科希策（今屬斯洛伐克），匈牙利裔天主教耶穌會神父、醫師與社服機構創辦人，自1955年後居於台灣，先後照顧了超過千位智能及多重障礙的兒童，被稱為台灣智障教育之父。

## 早年
16歲就希望加入耶穌會。修習醫學，畢業於慕尼黑大學。

## 中國大陸
1936年奉主教召募，到中國傳教。先抵安徽學習中文。中文老師是一位前清秀才，根據匈牙利姓的發音取名葉由根，似乎預言他會由此生根，留在中國。後轉往河北傳教，原本學醫的葉由根在上海修完神學之後又回到屬於大名教區的河北（今河南）長垣縣，1940年被祝聖成為神父。當時中國戰亂多年，傷患眾多，需要醫院。他取得醫師資格，並在1949年透過紅十字會協助，開辦了一家有100床的醫院，為河北第一家如此規模的醫院。由於醫師人手嚴重不足，大膽啟用6名年輕人當助手；一邊看診、一邊教學，這6名學生後來在大陸都是正牌醫師。當時政權由中國共產黨取得，不歡迎外籍神職人員，葉神父在1953年遭醫院的副院長批鬥，以葉神父曾責打一名爬牆進入教會菜園的中國小孩為由入獄。但認識他的人都知道他從不打小孩。後來得知，該名副院長是因父親被共黨抓去，不得不批鬥葉神父，以求保護父親。葉神父特別表示，雖然有病患在醫院中不治，但沒有一位家屬在那時出來控訴他，否則他會有更大的災難，他因此非常感動。葉神父在被批鬥後被送到長垣縣鄉下勞改3年，天天餵牛、打麻繩。他說自己心情並不苦悶，因為：「天主在我們心裡」。1955年出獄後，葉神父被中華人民共和國政府驅逐出境至香港，隨即轉往台灣。改革開放以後葉神父仍不能進入中國大陸。一直到2000年時葉神父才能回到長垣，與當時彌撒儀式的輔祭們見面，40餘年的思念，終於得到安慰。

## 台灣

### 嘉義縣
在嘉義縣東石鄉與另一位曾經在大名教區服務過的匈牙利裔晁金名修士合作開設貧民診所。葉神父說著匈牙利腔國語專門看診，晁修士在幕後負責配藥。由於完全免費，當時幫助翻譯的吳富美回憶，每天診所開張前，門前已排了上百人等候就醫。1961年葉神父與在加拿大傳教的弟弟葉步磊神父、在美國耶穌聖心修女會的妹妹大葉（Hermine）修女，合力在台灣與國外募款募藥品，和晁修士一同開辦了鹿草「聖家醫院」。除了葉神父看病晁修士負責配藥之外，還聘請許多醫師駐診。後期因為醫師要求的薪水越來越高，葉神父曾經從匈牙利聘請教會醫師來鹿草，當時有位高醫師是心臟病權威，甚至遠從台南、高雄都有人來看病。該院設有八張床位，每天門診病患一百多名。當時葉神父除了免費看病，也拿向天主教會募來的錢接濟貧民；因為有的人不願接受，他就改買小豬，請民眾幫他將豬養大、賣了錢，再還他。雖然葉神父從來不打算把錢要回來，不過向他借小豬養的民眾後來都還了錢，讓他有能力幫助更多的人。葉神父因此讚嘆台灣人民有情有義有誠信。陸幼琴修女（前新店「耕莘醫院」院長、輔仁大學醫學院退休院長）於1970年應葉神父之邀，在聖家醫院當完全不支薪的外科醫師。當時的醫院設備相當簡陋，葉神父回匈牙利探親時只有一個陸醫師與一位護士，且村內只有一位助產士，所以她在「聖家醫院」服務的14個月內總共接生了120次。偶爾遇到產婦大量出血或是嬰兒手、腳先出來的緊張狀況，就要趕快送到附近的大醫院就醫，所幸皆能化險為夷。她記得，鹿草鄉有一名被子女棄養瞎眼駝背的老人，神父讓出教堂一個房間給他住，每天為他送三餐、帶他散步，悉心奉養十數年如一日，直到過世。當時葉神父計畫回匈牙利探親，打包時，陸修女才發現他的內衣又黃又舊。後來還是教會幾個神父、修女掏腰包，才幫他買新的內衣褲。後來因中美斷交，修會擔心陸修女的安危，要求她返回美國。1974年葉神父前往新竹，「聖家醫院」就交給晁修士負責。由於晁修士是藥劑師無法看診，因此商請國軍野戰醫院的醫官來看診，讓鹿草鄉民持續擁有良好照顧。一直到1983年左右，由於台灣經濟起飛，醫療服務資源漸增，市區、鄉鎮之間的交通也改善了，不常有病人上門，晁修士只好將「聖家醫院」關閉。

### 新竹
葉神父1974年調到在新竹市的「香山天主聖三堂」服務。因看到智障兒童乏人照顧，流落街頭，1975年在新竹市水源街以100美元創辦「天主教仁愛啟智中心」收容與教育智障兒童。葉神父親自給院童餵飯，一口接一口，長達三年。1980年聘請赴美得到特殊教育碩士的陳寶珠擔任教務組長，後來「天主教仁愛啟智中心」由別的神父接手。葉神父1983年在新竹縣關西鎮另外創設「華光智能發展中心」，請多年前曾經在嘉義貧民診所做過葉由根翻譯的吳富美擔任主任，由六名院生，增加到超過兩百名院生。華光不只收容養護重殘，且聘請專家施以特殊教育、職業訓練。項目包括農牧、手工藝、陶藝、簡易木工等等。葉神父認為他們之中或許只有少數人能走進就業市場，但這些訓練可以讓這些智障者們專注埋首於工作中得到滿足。二十年來，華光先後教養了一千多名智障或多重殘障者，而在提供教養之外，葉神父還鼓勵智障兒童的父母們站出來，爭取孩子應有的權利。在台灣尚未解嚴，民主運動仍被視為禁忌時，葉神父就曾以外籍神父身分，鼓勵家長、機構、團體，上書總統府、立法院、教育部、內政部以及台灣省政府請願，希望政府重視智障兒生存權及教育權，給智障者家庭更多的協助。葉神父獲得了政府善意的回應，全台各地啟智中心一個個成立。葉神父以類似法國托利方舟社區（L'Arche）的模式經營華光智能發展中心，讓身心障礙者自然生活在正常的一般社區中，因此華光中心一直以開放的教養方式，讓智障者在純樸的關西客家小鎮生活，並獲得鎮民的接納與愛護，與社區民眾打成一片。葉神父並募款籌建「華光福利山莊」，作為成年智障者安養院。2001年取得關西的一塊土地，完成山莊的規劃，第一期工程「由根山居」預定2011年完成啟用。

### 獲獎
- 教宗頒發金質十字勳章
- 1997年4月15日中華民國總統李登輝親自頒授紫色大綬景星勳章以表彰他在中華民國犧牲奉獻六十餘年，積極推動社會福利工作，懸壺濟貧，對地區人民的醫療與服務所做的貢獻[12]。
- 全國好人好事八德獎
- 1999年立法院厚生會第九屆醫療奉獻獎[6]。
- 1999年第七屆「吳尊賢愛心獎」[2][5]。
- 2000年周大觀文教基金會第四屆全球熱愛生命獎章，被譽為台灣史懷哲[13]。
- 2003年靜宜大學俞明德校長頒贈榮譽博士學位[14]。

### 去世
2009年3月9日因肺炎入住新店耕莘醫院，3月16日自行出院，3月17日病逝於家中，享耆壽98歲。大體捐贈輔仁大學醫學院。2009年4月7日舉行葉由根神父追思彌撒，由新竹教區李克勉主教主禮，單國璽樞機主教證道。中華民國總統馬英九親臨頒發褒揚令，表揚他對台灣無私奉獻。馬英九表示草創仁愛啟智中心與華光智能發展中心的葉由根神父，宏開台灣啟智教育之先河，今天明令褒揚是為政府緬懷耆碩的最高敬意。

## 名言
- 「只要有心，一塊錢就可以作善事。」
- 「人越少想自己，就越快樂。」
- 「哪裡有需要，那裡工作。」
- 「按著你的力量，每一天，光是一天，一天作你的力量就夠了，完成就是基督。」